# Latawiec (Warszawa)
Latawiec – zabytkowe osiedle mieszkaniowe znajdujące się w dzielnicy Śródmieście w Warszawie, wybudowane w latach 50. XX w.
Główną projektantką założenia architektonicznego, którego powierzchnia wynosi około 18 hektarów, była Eleonora Sekrecka. Osiedle było uzupełnieniem Marszałkowskiej Dzielnicy Mieszkaniowej i nazywane jest także MDM III. Niektóre jego elementy nawiązują do stylu renesansu. Centralną ulicą osiedla, na której urządzono ośmioboczny plac, jest aleja Wyzwolenia.

## Historia i charakterystyka
Osiedle zostało zbudowane w latach 1953–1957 i było uzupełniane w latach późniejszych. Powstało w miejscu zabudowy prawie całkowicie zniszczonej w czasie II wojny światowej, na tzw. Osi Stanisławowskiej. Uznaje się je za część Marszałkowskiej Dzielnicy Mieszkaniowej (MDM) i określa jako MDM III. Osiedle znajduje się między placem Na Rozdrożu, Trasą Łazienkowską (al. Armii Ludowej) oraz ulicami Marszałkowską, Mokotowską i Koszykową, na terenie obszaru Miejskiego Systemu Informacji Śródmieście Południowe. Jego powierzchnia wynosi około 18 ha. Zbudowane jest na planie pięciokąta, kształtem przypominającego latawiec, stąd jego nazwa.
Autorem projektu była Eleonora Sekrecka przy współpracy Stanisława Jankowskiego, Jana Knothe i Zygmunta Stępińskiego z pracowni Miastoprojekt Stolica. Zespół uzupełnili m.in. architekci: Burdyńska, Idzikowski, Jarczewski, Jezierski, Stanisławski, Szulecka, Teitelbaum, Thor i Załęski. Inspiracją była architektura francuskiego renesansu, w szczególności paryskiego placu Wogezów. Celami przyświecającymi projektowaniu miało być odtworzenie fragmentu układu Osi Stanisławowskiej i powiązanie z pobliskimi terenami zielonymi: parkami Ujazdowskim i Łazienkowskim oraz Ogrodem Botanicznym.
Za realizację osiedla odpowiadało Przedsiębiorstwo Budownictwa Miejskiego MDM. Budynki mają po sześć, siedem pięter. Na tle ówcześnie budowanych osiedli mieszkania były wyższe i większe. Wyposażone były w meble w zabudowie i pawlacze. Podłogi były dębowe lub bukowe. Pomimo tego, iż Latawiec był budowany przez Zakład Osiedli Robotniczych (ZOR), to w praktyce przeznaczony był głównie dla osób zasłużonych: kierowników, pracowników związanych z partią rządzącą i dyrektorów państwowych przedsiębiorstw. Wybudowano łącznie 2794 mieszkania. Osiedle było w większości gotowe do zamieszkania w 1955, do 1957 prowadzono jednak jeszcze prace wykończeniowe związane m.in. z tynkowaniem elewacji i układaniem chodników. Ostatni budynek projektu Sekreckiej oddano do użytku w 1962. W 1960 roku dobudowano dwa dodatkowe budynki mieszkalne od strony placu Na Rozdrożu autorstwa Zofii Fafius. Wzniesiono je na planie łuku okręgu i zaprojektowano w nich reprezentacyjne mieszkania.
Na terenie osiedla znajdują się przedszkole i dwie szkoły. W parterach niektórych budynków zaplanowano lokale usługowe i handlowe, zwłaszcza wzdłuż ul. Marszałkowskiej. W okolicy placu Zbawiciela znajdowała się jadłodajnia „Salus”, która w momencie otwarcia była jedyną w Warszawie placówką z menu dla osób przestrzegających określonych rodzajów diet zdrowotnych. Otwarto tu także dwusalowe kino „Luna” (w niezrealizowanych planach było kolejne), a swoją siedzibę znalazł tu Teatr Lalek „Guliwer”. Oprócz drugiego kina realizacji nie doczekały się także planowany teatr Wojska Polskiego przy placu Na Rozdrożu, dodatkowe dwa przedszkola, trzy budynki mieszkalne oraz dom akademicki. Zrezygnowano też z rzeźb zaprojektowanych w Pracowni Sztuk Plastycznych przy ul. Lwowskiej, które miały zdobić główny plac osiedla. Do drugiej połowy lat 60. zabudowę uzupełniały przedwojenne kamienice.
W podziemiach budynków urządzono 14 schronów przeciwlotniczych.
Latawiec jest częścią miasta o identyfikatorze SIMC 0919826.

## Architektura i jej krytyka
Architektura osiedla różni się w pewnym stopniu od reszty Marszałkowskiej Dzielnicy Mieszkaniowej z uwagi na swój bardziej mieszkaniowy charakter. Brak jest detali zdobniczych, balustrad, attyk i użycia kamienia dekoracyjnego. Do pozostałej części MDM-u nawiązuje w największym stopniu zabudowa wzdłuż ul. Marszałkowskiej m.in. ozdobna wieżyczka na budynku przy skrzyżowaniu z al. Armii Ludowej. Budynki połączone są w pasy ułożone wzdłuż ulic, lecz od nich odsunięte. Balkony są kratowane. Występuje wyraźny trójpodział brył, cokoły są dwukondygnacyjne, a zabudowa ma charakter zwarty. Najskromniej wykończone zostały budynki wzdłuż ulic: Koszykowej, Natolińskiej i Służewskiej.
W centralnej części osiedla znajduje się zielony plac-skwer o ośmiobocznej pierzei, powstały poprzez odsunięcie budynków od alei Wyzwolenia. Ma 70 m szerokości i 215 m długości. W koncepcji urbanistycznej z 1950 roku, której celem było odtworzenie Osi Stanisławowskiej, nazywany był roboczo Nowym Placem. Umiejscowione wokół niego budynki mają czerwone, mansardowe dachy, wysokie kominy, lukarny oraz elewacje z brązowych cegieł i jasnego tynku. Plac ten nawiązuje do renesansu francuskiego. Z kolei inspirację jego włoską odmianą można odnaleźć w budynkach na rogu al. Wyzwolenia i ul. Marszałkowskiej.
Nawiązujący do renesansu styl stał w sprzeczności z sztuką socrealistyczną, za co główna architektka osiedla Eleonora Sekrecka została pozbawiona pełnionych funkcji w samorządzie architektów i stanowisk partyjnych, nie otrzymywała też dalszych zleceń. Osiedle skrytykował m.in. w 1955 na łamach tygodnika „Stolica” Edmund Goldzamt, jeden z głównych ideologów socrealizmu. Wskazał m.in. na „niezrozumiałe nawiązanie do francuszczyzny”, „przykre przewężenia”, nawiązywanie do rozwiązań z przełomu XIX i XX w., zastosowania układu korytarzowego rozmieszczenia budynków, „brak nowej jakości socjalistycznego miasta” w projekcie i „pstrokaciznę architektury”. Podkreślił również, że osiedle już na etapie planowania było przedmiotem krytyki ze strony innych członków Stowarzyszeniu Architektów Polskich.
Odmienne zdanie przedstawił varsavianista Jarosław Zieliński w swojej książce opublikowanej w 2009 roku. Chwalił on wielkomiejski rozmach, interesującą i urozmaiconą architekturę. Jako wady wskazał zbyt bujną zieleń oraz „pudełkowate bloki” zasłaniające osiedle od wschodu (styl architektoniczny budynków od strony placu Na Rozdrożu autorstwa Zofii Fafius różni się od stylu pozostałej części układu urbanistycznego).

## Ulice
Centralną ulicą i osią osiedla jest al. Wyzwolenia, do 1946 roku będąca odcinkiem ulicy 6 sierpnia. Przez osiedle przebiegają także ulice: Natolińska, Służewska, Stefanii Sempołowskiej i Faustyna Czerwijowskiego. Trzy ostatnie nazwy nadano oficjalnie uchwałą Prezydium Rady Narodowej w m.st. Warszawie z 18 maja 1957 roku. W uzasadnieniu nadania nazwy ulicy Służewskiej podano, że biegnie ona w miejscu dawnej ulicy o tej nazwie. Faustyn Czerwijowski był pierwszym dyrektorem Biblioteki Publicznej w Warszawie, której siedziba mieści się przy ul. Koszykowej. Z kolei uzasadniając patronat Sempołowskiej wskazano, że ma to związek z umiejscowieniem przy tej ulicy szkół. Chodziło o dwie szkoły podstawowe TPD – numer 30 (nowo utworzoną) oraz numer 22 (przeniesioną z ulicy Mokotowskiej) z siedzibą pod numerem 4, przy czym przed nadaniem nowej nazwy budynek ten miał adres ul. Nowonatolińska 2 (taka była robocza nazwa tej ulicy). Ulice Natolińska i Służewska istniały już wcześniej, jednak ich przebieg został skorygowany.
Ulice Natolińska, Służewska, Stefanii Sempołowskiej i Faustyna Czerwijowskiego przebiegają przez budynki znajdujące się przy ul. Wyzwolenia.

## Zabytek
Osiedle znalazło się na opracowanej przez Stowarzyszenie Architektów Polskich w 2003 roku liście dóbr kultury współczesnej Warszawy z lat 1945–1989 ze względu na wszystkie analizowane wówczas kryteria.
W 2014 roku przygotowany został projekt miejscowego planu zagospodarowania przestrzennego rejonu Jazdowa – część zachodnia, który swoim zasięgiem obejmował także osiedle Latawiec. Plan ten umożliwiał uzupełnienie zabudowy o nowy budynek na skwerze między ulicami: Służewską, Natolińską i Koszykową. Ze względu na uruchomienie procedury wpisu do rejestru zabytków kompleksu Marszałkowskiej Dzielnicy Mieszkaniowej zaistniała konieczność korekty projektu. Uchwalony w 2014 plan uniemożliwia dalszą zabudowę osiedla przewidując na spornym obszarze tereny zielone.
W 2015 roku układ urbanistyczny, wraz z pozostałą częścią Marszałkowskiej Dzielnicy Mieszkaniowej, został wpisany do rejestru zabytków nieruchomych województwa mazowieckiego (nr decyzji 340/2015 z 27 kwietnia 2015). Wpis uprawomocnił się dwa lata później, a numer rejestru to A−1377 z 13 marca 2017. Układ urbanistyczny Latawca, jak i poszczególne budynki osiedla znajdują się w gminnej ewidencji zabytków m.st. Warszawy od 2012 i 2014 roku (nr ewidencyjny SRO10916). Już wcześniej układ Latawca był zabytkiem jako część Osi Stanisławowskiej (nr rej.: 543 z 1 lipca 1965, w gminnej ewidencji nr SRO34205). W gminnej ewidencji zabytków znajdują się budynki pod adresami: al. Armii Ludowej 9, al. Wyzwolenia 3/5, 6, 7, 8, 9, 10, 11, 12, 13, 14, 14A, 15, 16, ul. Koszykowa 1, 3, ul. Marszałkowska 28, 28A, ul. Mokotowska 16/20 (Wydział Pedagogiczny Uniwersytetu Warszawskiego), ul. Natolińska 2, ul. Sempołowskiej 2A (Przedszkole nr 20 z Oddziałami Integracyjnymi), 3, 4 (Zespół Szkół nr 60) i ul. Służewska 2.

## Upamiętnienia
- Na skwerze przy ul. Służewskiej 5, w miejscu rozebranej przedwojennej pięciopiętrowej kamienicy projektu Feliksa Michalskiego, znajduje się głaz upamiętniający mieszkającego tam w 1917 Józefa Piłsudskiego[30].
- W budynku przy al. Wyzwolenia 10 mieszkał pilot lotnictwa wojskowego Stanisław Skalski, co upamiętnia tablica[31].

## W filmie
Budynki osiedla zagrały Nową Hutę w krótkiej scenie w filmie Człowiek z marmuru (1977). Na osiedlu kręcono również sceny mającego premierę w 1988 roku serialu telewizyjnego Żuraw i czapla.

## Galeria
| - Pierwotny plan osiedla opublikowany na łamach tygodnika „Stolica” w 1953 roku, widoczny kształt przypominający latawiec - Fragment osiedla w 1962 roku - Budynki przy al. Wyzwolenia nawiązujące estetyką do renesansu. Z prawej widoczna ulica Służewska przebiegająca przez budynek przy al. Wyzwolenia 6 - Dwa budynki dobudowane w 1960 roku autorstwa Zofii Fafius o architekturze odmiennej od reszty osiedla, widok od strony fontanny na placu Na Rozdrożu - Szkoła Podstawowa nr 48 im. Adama Próchnika przy ul. Sempołowskiej 4 - Budynek przy ul. Marszałkowskiej 28 z wieżyczką nawiązujący estetyką do pozostałych części MDM-u |